# Joseph F. Cullman
Joseph Frederick Cullman III (* 9. April 1912 in New York; † 30. April 2004 ebenda) war ein US-amerikanischer Manager und Tennisfunktionär.
Von 1957 bis 1978 war er CEO von Philip Morris. Unter seiner Führung wurde Marlboro die populärste Zigarettenmarke in Amerika. Zuvor war in seinem Verantwortungsbereich die äußerst erfolgreiche Werbefigur des Marlboro Man entwickelt und etabliert worden, die den turnaround der bisher wenig erfolgreichen Zigarettenmarke einleitete. Cullman stand jahrelang an vorderster Front im Kampf gegen die Gesundheitspolitiker, die gegen das Rauchen und die Tabakindustrie zu Felde zogen, und erklärte wiederholt, dass Zigaretten nicht der Gesundheit schadeten. Besonders bekannt wurde eines seiner Statements in einem TV-Interview von 1971, in dem er die wissenschaftliche Erkenntnis, dass Raucherinnen kleinere Kinder zur Welt bringen, so kommentierte: „Einige Frauen bevorzugen kleinere Babys“.
Joseph Cullman war auch ein begeisterter Tennis-Spieler und Tennis-Organisator, u. a. war er Präsident und Chairman der International Tennis Hall of Fame von 1982 bis 1988, in die er selbst 1990 aufgenommen wurde. In den Jahren 1969 und 1970 war er zu Beginn der Open-Era Vorsitzender bei den US Open.